# Jonas Liesys
Jonas Liesys (ur. 24 lutego 1952 w Šiaudžiai w rejonie malackim) – litewski nauczyciel i samorządowiec, poseł na Sejm Republiki Litewskiej.

## Życiorys
W 1978 ukończył Litewski Państwowy Instytut Kultury Fizycznej. Pracował jako nauczyciel wychowania fizycznego w szkole średniej w Rudziszkach. W latach 1988–2008 był dyrektorem tejże szkoły. W 1997 objął funkcję przewodniczącego Stowarzyszenia Dyrektorów Szkół Rejonu Trockiego.
Od 1996 pozostawał członkiem Litewskiego Związku Centrum, od 2003 należał do Związku Liberałów i Centrum, wchodził w skład jego władz centralnych.
Był wybierany do rady rejonu trockiego w latach 1994, 1997, 2000, 2002 i 2007. W 2008 mianowano go dyrektorem administracyjnym w rejonie trockim. Został działaczem sportowym w klubie piłkarskim FK Vėtra oraz wiceprzewodniczącym Rotary Club w Trokach.
W wyborach parlamentarnych w 2008 uzyskał mandat posła w okręgu Troki-Elektreny, pokonując w II turze Dangutė Mikutienė z Partii Laburzystów. W 2012 przegrał z tą samą kandydatką. W 2015 powrócił do trockiego samorządu z ramienia Ruchu Liberalnego Republiki Litewskiej. W wyborach w 2016 ponownie wybrany do Sejmu – wygrał w II turze z Dangutė Mikutienė. Mandat wykonywał do 2020.